# Цурка

Цурки

Цу́рка — короткий відтинок дерева, паличка різної довжини, тріска, скалка. У діалектах «цурки́м» називали все, що має вигляд палички, цурки, складається з великих крупинок (цурка́ сіль).

## Використовування
Видовжені шматочки дерева широко використовувались у господарстві:
- У неписьменних цурка використовувалась замість квитанції, наприклад, при здаванні сукна на сукновальню. Довжина тканини (у ліктях, аршинах) позначалася зарубками поперек цурки, після чого її розколювали вздовж; одна частина залишалася в сукновала, друга в замовника[3]. Таку цурку також називали карбом, карбеже́м, биркою[4][5][6]. У гуцулів такий спосіб розрахунків був відомий як «реваш»: цурка називалася «колода», а «ревашем» — та її половина, що залишалася в лісоруба (при підрахунку відпрацьованих днів чи зрубаних дерев) чи господаря худоби (при підрахунку удоїв пастухами)[7].
- Цурка застосовувалася як закрутка для стягання зв'язаного (аналогічно закрутці-турнікету джгута). Таким чином удавлювали диких звірів, а також людей: цей вид страти був відомий як «цурка». Звідси й вислови «Як цуркою крутить» («дуже боляче»), «Цурка [навіки] кому, чому» («кінець кому-, чому-небудь»)[3][1].
- Цурками називалися палички, за допомогою яких жниці скручували перевесла снопів[1][3].
- Цурки використовувалися замість ґудзиків на селянських свитах, частіше щодо них вживалася зменшувальна форма «цурочка»[1][3].
- Цурка — паличка, до якої чинбарі прив'язували вироблювані шкіри[3].
- Цурки — дерев'яні розпірки в корпусі човна-довбанки. Встановлювання таких розпірок називалося «заводити цурки»[3].
- Цурка — загострена з обох кінців паличка для гри в цурки[1].
- Також цуркою називалася невелика колодка, яку прив'язували до шиї свині, щоб утруднити їй бігання в город[3].

## Гра «цурки»
Цурки, цурки-палки — старовинна гра, в якій кийком вибивають шматочок дерева («цурку») з окресленого на землі кола чи з викопаної для цього ямки. Цурку ставлять одним кінцем на вбитий посередині кола (ямки) кілочок, другим — на землю. Переможцем стає той, хто зуміє ударом кийка відправити її на більшу відстань.